# Encarnação (Mafra)
Encarnação ist eine Gemeinde (Freguesia) im portugiesischen Kreis Mafra. In ihr leben 4918 Einwohner (Stand 19. April 2021).